# نورا گربه
نورا گُربه (مجاری: Nóra Görbe؛ زادهٔ ۳ سپتامبر ۱۹۵۶) یک هنرپیشه و خواننده اهل مجارستان است. وی از سال ۱۹۷۵ میلادی تاکنون مشغول فعالیت بوده‌است.
از فیلم‌ها یا مجموعه‌های تلویزیونی که وی در آن‌ها نقش داشته است می‌توان به لیندا (۱۹۸۹-۱۹۸۴) اشاره نمود.